# McCarty-Gletscher (Alaska)
Der McCarty-Gletscher ist ein etwa 12,5 km langer vom Harding Icefield gespeister Gletscher an der Ostküste der Kenai-Halbinsel in Alaska. 
Der McCarty-Gletscher liegt 60 km südwestlich von Seward im Kenai-Fjords-Nationalpark. Der 2 km breite Gletscher strömt in südsüdwestlicher Richtung und mündet in das Kopfende des McCarty-Fjords. Im Osten wird der Gletscher vom 1951 m hohen McCarty Peak flankiert. Der Gletscher ist im Rückzug begriffen.
Benannt wurde der Gletscher vom U.S. Geological Survey im Jahr 1911 nach William McCarty, der in Seward ansässig war.